# Ільїчівський сільський округ (Абайський район)
Ільїчі́вський сільський округ (каз. Ильич ауылдық округі, рос. Ильичёвское сельский округ) — адміністративна одиниця у складі Абайського району Карагандинської області Казахстану. Адміністративний центр — село Юбілейне.
Населення — 1122 особи (2021; 1264 у 2009, 1899 у 1999, 2277 у 1989).
Станом на 1989 рік існувала Ільїчівська сільська рада (села Джон, Карнак, Майбурнак, Тасзаємка, Юбілейне). 2007 року було ліквідовано село Карнак.

## Склад
До складу округу входять такі населені пункти:
| Населений пункт | Населення, осіб (1989) | Населення, осіб (1999) | Населення, осіб (2009) | Населення, осіб (2021) |
| --------------- | ---------------------- | ---------------------- | ---------------------- | ---------------------- |
| Жон, село       | 424                    | 316                    | 159                    | 102                    |
| Карнак, село    | 247                    | 223                    | -                      | -                      |
| Майбурнак, село | 39                     | -                      | -                      | -                      |
| Тасзаємка, село | 264                    | 167                    | 79                     | 65                     |
| Юбілейне, село  | 1303                   | 1193                   | 1026                   | 955                    |